# Matt Underhill
Matt Underhill, född 16 september 1979 i Merritt, British Columbia, är en kanadensisk före detta professionell ishockeymålvakt.